# Aleksander Bałaban
Aleksander Bałaban herbu Korczak (zm. w 1637 roku) – starosta winnicki, rohatyński, trembolewski. W armii zdobył stopnie pułkownika królewskiego i rotmistrza. Jego ród pierwotnie wywodzi się z Albanii, by następnie przenieść się na Ruś Czerwoną i stamtąd dopiero na Podole i Ukrainę bracławską, nie dziwi więc przynależność Aleksandra do kościoła prawosławnego. 
Jego ojciec Bazyl był bratem biskupa Gadeona Bałabana, a sam Aleksander był siostrzeńcem hetmana Stanisława Żółkiewskiego.

## Życiorys
Pod wodzą hetmana Żółkiewskiego uczestniczył we wszystkich jego wyprawach wojennych. Służył nie tylko jako żołnierz, ale też jako dyplomata. Brał udział w poselstwie wysłanym przez Żółkiewskiego do Moskwy w 1610. Miał więc swój udział w układzie zawartym z bojarami moskiewskimi, który zaowocował okupacją Kremla przez polską załogę.
Dwukrotnie, bo w 1619 i 1625 pełnił funkcję komisarza do układów z Kozakami.
W 1620 podczas bitwy pod Cecorą należał do najbliższego otoczenia hetmana, a po przegranej został wzięty do niewoli, z której się wykupił. Sejm uznając jego zasługi zwrócił mu w 1623 pieniądze za okup. Dość długo (1622-1633) sądził się z Zofią Daniłowiczową o pieniądze, jakie rzekomo zapłacił za okup Jana Żółkiewskiego, który został pojmany razem z nim. Aleksander potrzebował pieniędzy na tyle, że w 1624 sprzedał Stefanowi Chmielnickiemu w Lublinie wieś Bałabanówkę.
Poseł  na sejm 1625 roku z ziemi halickiej, poseł na sejm nadzwyczajny 1629 roku z województwa podolskiego.